# Bulbophyllum sundaicum
Bulbophyllum sundaicum är en orkidéart som beskrevs av Jaap J. Vermeulen och André Schuiteman. Bulbophyllum sundaicum ingår i släktet Bulbophyllum och familjen orkidéer. Inga underarter finns listade i Catalogue of Life.